# Chinnor
Chinnor – wieś w Anglii, w hrabstwie Oxfordshire, w dystrykcie South Oxfordshire. Leży 25 km na wschód od Oksfordu i 59 km na zachód od Londynu. W 2011 miejscowość liczyła 5924 mieszkańców.